# Vasilissa Olga (D 15)
Vasilissa Olga (D15) (tiếng Hy Lạp: 'ΒΠ Βασίλισσα Όλγα') là một tàu khu trục Hy Lạp thuộc lớp Vasilefs Georgios, đã phục vụ cùng Hải quân Hoàng gia Hy Lạp trong Chiến tranh Thế giới thứ hai, và là chiếc tàu chiến nổi bật và thành công nhất của Hy Lạp cho đến khi bị mất do không kích vào năm 1943. Con tàu được đặt tên theo Hoàng hậu Olga của Hy Lạp, vợ của Vua George I, và là chiếc tàu chiến thứ hai của Hy Lạp mang cái tên này.

## Lịch sử hoạt động
Được chế tạo tại xưởng tàu của hãng Yarrow & Company ở Scotstoun, Scotland cùng với con tàu chị em Vasilefs Georgios như một phiên bản từ lớp tàu khu trục G của Anh, nó là chiếc tàu chiến hiện đại nhất của Hải quân Hy Lạp vào lúc bắt đầu Chiến tranh Thế giới thứ hai. Trong cuộc Chiến tranh Hy Lạp-Ý, nó tham gia hoạt động hộ tống vận tải, đồng thời tham gia các cuộc bắn phá thứ nhất và thứ ba vào tàu bè Ý trong eo biển Otranto vào các ngày 14-15 tháng 11 năm 1940 và 4-5 tháng 1 năm 1941.
Sau khi Đức Quốc xã xâm chiếm Hy Lạp, cùng với nhiều tàu chiến khác, Vasilissa Olga thoát được đến Alexandria vào tháng 5 năm 1941, và được mang ký hiệu lườn H 84 của Anh sau khi được hiện đại hóa tại Calcutta, Ấn Độ trong tháng 11-1941. Nó quay trở lại hoạt động tại khu vực Địa Trung Hải, và dưới quyền chỉ huy của hạm trưởng, Thiếu tá Hải quân G. Blessas, nó ghi được nhiều chiến công.
Vào ngày 14 tháng 12 năm 1942, Vasilissa Olga đã cùng với tàu khu trục Anh HMS Petard đánh chìm tàu ngầm Ý lớp Adua Uarsciek tải trọng 620 tấn Anh (630 t) ngoài khơi Malta. Đến ngày 19 tháng 12 năm 1943, nó cùng các tàu khu trục Anh HMS Pakenham và HMS Nubian ngăn chặn và đánh chìm tàu vận tải Ý Stromboli tải trọng 475 tấn Anh (483 t) ngoài khơi bờ biển Libya. Vào ngày 2 tháng 6 năm 1943, nó cùng tàu khu trục Anh HMS Jervis đánh chìm chiếc tàu phóng lôi Ý lớp Spica Castore tải trọng 790 tấn Anh (800 t) ngoài khơi mũi Spartivento. Nó cũng tham gia vào chiến dịch chiếm đóng Pantelleria và Chiến dịch Husky, cuộc đổ bộ của Đồng Minh lên Sicily.
Trong các hoạt động của lực lượng Đồng Minh trong chiến dịch Dodecanese tại biển Aegean vào tháng 9 năm 1943, Vasilissa Olga đã cùng các tàu khu trục Anh HMS Faulknor và HMS Eclipse đánh chìm một đoàn tàu vận tải Đức gần Astypalea, bao gồm các tàu vận tải Pluto tải trọng 2.000 tấn Anh (2.000 t) và Paolo tải trọng 4.000 tấn Anh (4.100 t). Trong Trận Leros, nó đưa những thành viên của đội trinh sát Long Range Desert Group đổ bộ lên đảo. Tuy nhiên, vào ngày 26 tháng 9, chiếc tàu khu trục bị 25 máy bay ném bom Junkers Ju 88 tấn công và đánh chìm trong vịnh Lakki ở Leros. Trung tá Blessas, 6 sĩ quan và 65 thành viên thủy thủ đoàn khác đã thiệt mạng trong trận chiến. Một đài tưởng niệm đã được đặt tại Lakki để vinh danh con tàu.